# Toca da Tira Peia
 Toca da Tira Peia  és un lloc d'abric de roques, situat al municipi Coronel José Dias, a l'estat Piauí, a prop del Parc Nacional de la Serra da Capivara, Brasil, es creu que té evidències de la presència humana prehistòrica a Amèrica del Sud que data de fa 22.000 anys.

## Lloc
La Toca da Tira Peia es va descobrir el 2008. Hi ha quatre capes de sediment ben conservades, la més jove de la qual data de 4.000 anys aC. S’han recuperat 113 eines i artefactes de pedra picada.
El lloc ha estat datat mitjançant la tècnica de luminescència estimulada òpticament.

"En excavar, es van trobar 113 artefactes de pedra que consisteixen en eines i restes d'eines en cinc capes de sòl. Mitjançant una tècnica que mesura el dany per radiació natural en grans de quars excavats, els científics van estimar que la darrera exposició del sòl a la llum del sol oscil·lava des de fa uns 4.000 anys a la capa superior fins fa 22.000 anys a la tercera capa. "

Segons els autors, aquest lloc ofereix alguns avantatges a la resta de llocs, com ara Pedra Furada, pel que fa a les cites. A diferència dels jaciments de Pedra Furada, Toca da Tira Peia no té tants còdols d'origen natural que es puguin confondre amb aquells que “van ser portats i picats per éssers humans”.
A més a més, els autors afirmen que els artefactes de Toca da Tira Peia “es troben a la seva posició original; no havien estat objecte de moviments des del seu enterrament”.